# Drusus buscatensis
Drusus buscatensis là một loài Trichoptera trong họ Limnephilidae. Chúng phân bố ở miền Cổ bắc.